# Pravda
För andra betydelser, se Pravda (olika betydelser).
Pravda (ryska: Пра́вда, ’sanning’) var en rysk dagstidning som ägdes av Sovjetunionens kommunistiska parti. Under Sovjettiden var Pravda det dåvarande kommunistpartiets största tidning.
Det första numret av Pravda utgavs i Sankt Petersburg den 22 april 1912. Tidningen förbjöds 1914, varefter den kom ut reguljärt först efter oktoberrevolutionen 1917. Dess redaktion flyttades till Moskva 3 mars 1918, när Sovjetunionens huvudstad flyttades dit. Medan tidningen Izvestija fungerade som språkrör för regeringen, blev Pravda ett officiellt organ för Sovjetunionens kommunistiska parti och användes för att förmedla officiell policy och policyförändringar ända fram till 1991. Prenumeration på Pravda var obligatorisk för statliga företag och Röda armén fram till 1989. Efter att tidningen lades ner 1991 efter ett dekret av den dåvarande ryska presidenten Boris Jeltsin, grundade delar av redaktionen en ny tidning med samma namn.